# Nulle
Nulle is een bestuurslaag in het regentschap Timor Tengah Selatan van de provincie Oost-Nusa Tenggara, Indonesië. Nulle telt 3418 inwoners (volkstelling 2010).